# ギンゲン・アン・デア・フィルス
ギンゲン・アン・デア・フィルス (ドイツ語: Gingen an der Fils) は、ドイツ連邦共和国バーデン＝ヴュルテンベルク州シュトゥットガルト行政管区のゲッピンゲン郡に属す町村（以下、本項では便宜上「町」と記述する）である。この町は、レギオン・シュトゥットガルト（シュトゥットガルト地方、1992年まではレギオン・ミットレラー・ネッカー）およびシュトゥットガルト欧州大都市圏辺縁部に含まれる。州都シュトゥットガルトとウルムとの間に位置しており、シュトゥットガルトへは 55 km、ウルムへは 38 km の距離（ともに直線距離）にある。ギンゲンの住民は「シュナッパー」と呼ばれる。これは、19世紀にギンゲンが隣町のクーヘンから泉に関する権利を「奪い取った」(ドイツ語: wegschnappen) という言い伝えによる。この呼び名は現在も町内でしばしば用いられている（たとえば、シュナッパーブルネン、シュナッパーモービル、シュナッパーバル、シュナッパーフェストなど）。

## 地理

### 位置
ギンゲンは、フィルスタールの高度 380.45 m（町役場）から 701 m（ホーエンシュタイン）に位置している。隣接する市町村は、北から時計回りに、ジューセン、ドンツドルフ、クーヘン、バート・ユーバーキンゲンである。

### 自治体の構成
自治体ギンゲン・アン・デア・フィルスには、首邑のギンゲン・アン・デア・フィルスと小集落グリューネンベルク、離村のマルバッハが含まれる。

### 土地利用
| 用途                 | 面積 (ha) | 占有率 (%) |
| -------------------- | --------- | ---------- |
| 住宅地               | 65        | 6.4        |
| 商工業地             | 26        | 2.6        |
| レクリエーション用地 | 8         | 0.8        |
| その他市街地         | 16        | 1.5        |
| 交通用地             | 56        | 5.6        |
| 農業用地             | 526       | 52.5       |
| 森林                 | 289       | 28.9       |
| 水域                 | 7         | 0.7        |
| その他               | 9         | 0.9        |
| 合計                 | 1002      | 100        |

2022年現在の州統計局のデータに基づく。

## 歴史

### 中世
集落 Ginga は、915年に、東フランク国王コンラート1世の妃であるクニグンデ王妃のロルシュ修道院への寄進録に初めて記録されている。鉄器時代後期の、いわゆる Viereckschanze の考古学的発掘は、先史時代に定住がなされていたことを証明している。ローマ時代やメロヴィング朝時代の出土品が多く発見されている。フィルスタールの幅が広がり、大きな耕作地が利用できるシュヴェービシェ・アルプの登り口にあたるこの場所には、おそらく重要な意味があった。
ホーエンシュタウフェン朝の王コンラート3世は、1147年にロルシュ修道院からギンゲン村を購入したが、教会とその財産はすべて修道院の手に残され、1232年にマインツ大司教に渡った。シュタウフェン家が断絶した1300年頃からこの村はヘルフェンシュタイン伯の所領となった。ギンゲンは1403年に自由帝国都市ウルムの所領となった。

### 近世
ギンゲンは、三十年戦争で皇帝軍によって徹底的に荒廃させられた。
帝国代表者会議主要決議に基づく陪臣化によりギンゲンは、1803年にまずバイエルン王国の一部とされたが、1810年にはパリ条約による領土交換でヴュルテンベルク王国領となり、オーバーアムト・ガイスリンゲンに編入された。
王政の終焉後ギンゲンはヴュルテンベルク自由人民州に属した。ナチ時代のヴュルテンベルクの郡域再編で新設されたゲッピンゲン郡に組み込まれた。この町は、1945年から1952年までアメリカ占領地区に創設されたヴュルテンベルク＝バーデン州に属した。1952年にこの町は新設された現行のバーデン＝ヴュルテンベルク州の所属となった。

### 現代
第二次世界大戦後、農業は重要性を失い、「経済の奇跡」の時代に経済構造の変革がなされた。古い田舎道は徐々にアスファルトで舗装され、新しい学校や、体育館、ホーエンシュタインハレが建設された。1980年代には新しい住宅地が開発され、小さな工業地区が設けられるなどさらに変革が進んだ。

## 住民

### 宗教
自由帝国都市ウルムは、ギンゲンを含むその支配地域に対して1531年に宗教改革を実施した。これ以後この町は福音主義が大勢を占めた。
1965年にカトリック教会も創設された。

### 人口推移
出典: 1970年以降のデータは、バーデン＝ヴュルテンベルク州統計局のデータによる。
| 時点           | 人口（人） |
| -------------- | ---------- |
| 1837年         | 1,275      |
| 1907年         | 1,738      |
| 1939年05月17日 | 2,042      |
| 1950年09月13日 | 3,284      |
| 1970年05月27日 | 4,080      |
| 1983年12月31日 | 4,038      |
| 1987年05月25日 | 4,173      |
| 1991年12月31日 | 4,343      |
| 1995年12月31日 | 4,311      |
| 2005年12月31日 | 4,412      |
| 2010年12月31日 | 4,289      |
| 2015年12月31日 | 4,329      |
| 2020年12月31日 | 4,554      |

## 行政

### 議会
ギンゲンの町議会は14議席からなる。町議会は、これらの選出された名誉職の議員と議長を務める町長で構成されている。町長は町議会において投票権を有している。

### 首長
第二次世界大戦後の町長を列記する。
- 1945年 - 1948年: カーレプ・フェッツァー
- 1948年 - 1954年: カール・シュミット
- 1954年 - 1986年: ハインツ・ナーゲル
- 1986年 - 2010年: ロタール・ショーバー（無所属）
- 2010年 - : マリウス・ヒック (CDU)

ギンゲンの幟

### 紋章
図柄: 銀地（白地）。青い斜め波帯の上方に単塔の赤い教会堂。
紋章の由来: 波帯は町内を流れるフィルス川を洗わしている。その上に描かれているのは村の教会で、984年に建設されたおそらくドイツで最も古い教会堂である。この紋章は1922年に認可され、青 - 白の旗は1958年12月5日に内務省の認可を得た。

## 経済と社会資本

### 交通

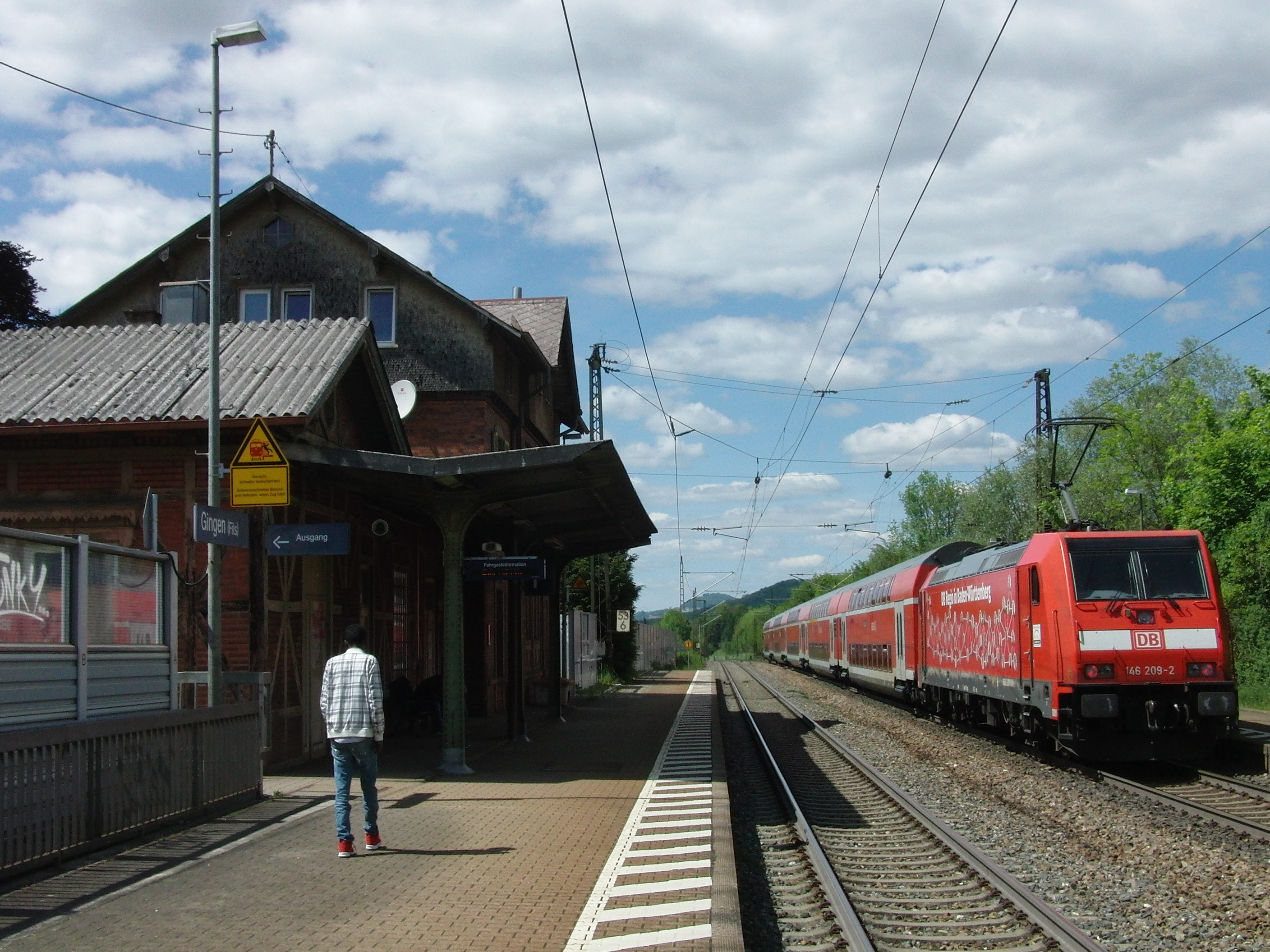
ギンゲン (フィルス) 駅

#### 公共旅客交通
ギンゲンは、シュトゥットガルトからウルムに至るフィルスタール鉄道によって全国的な鉄道網に接続している。ギンゲン (フィルス) 駅では、30分ごとに両方面行きのメトロポールエクスプレス MEX16（シュトゥットガルト - エスリンゲン - プロヒンゲン - ゲッピンゲン - ガイスリンゲン (シュタイゲ)（- ウルム）が利用できる。バス路線がギンゲンとガイスリンゲン、ジューセン、ゲッピンゲンとを結んでいる。

#### 道路
連邦道 10号シュトゥットガルト - ウルム線が町内を通っている。2018年7月10日にバイパス道路が完成し、開通した。

#### ビュルガールーフアウト
2017年から「シュナッパーモービル」という名称でビュルガールーフアウト（直訳: 住民呼び出し自動車）が、ボランティアのドライバーによって運行している。

### 教育機関
ギンゲンには基礎課程学校ホーエンシュタインシューレがある。最寄りの実科学校やギムナジウムは、ジューセン (3 km)、ガイスリンゲン・アン・デア・シュタイゲ (5-6 km)、ドンツドルフ (8 km) にある。この町には幼児のために託児施設を有するゾネンシャイン保育園と聖バーバラ幼稚園があった。2018年からは旧カトリック聖バーバラ幼稚園に代わってホーエンシュタイン保育園が運用されている。さらに福音主義の幼稚園が1園ある。

## 文化と見所

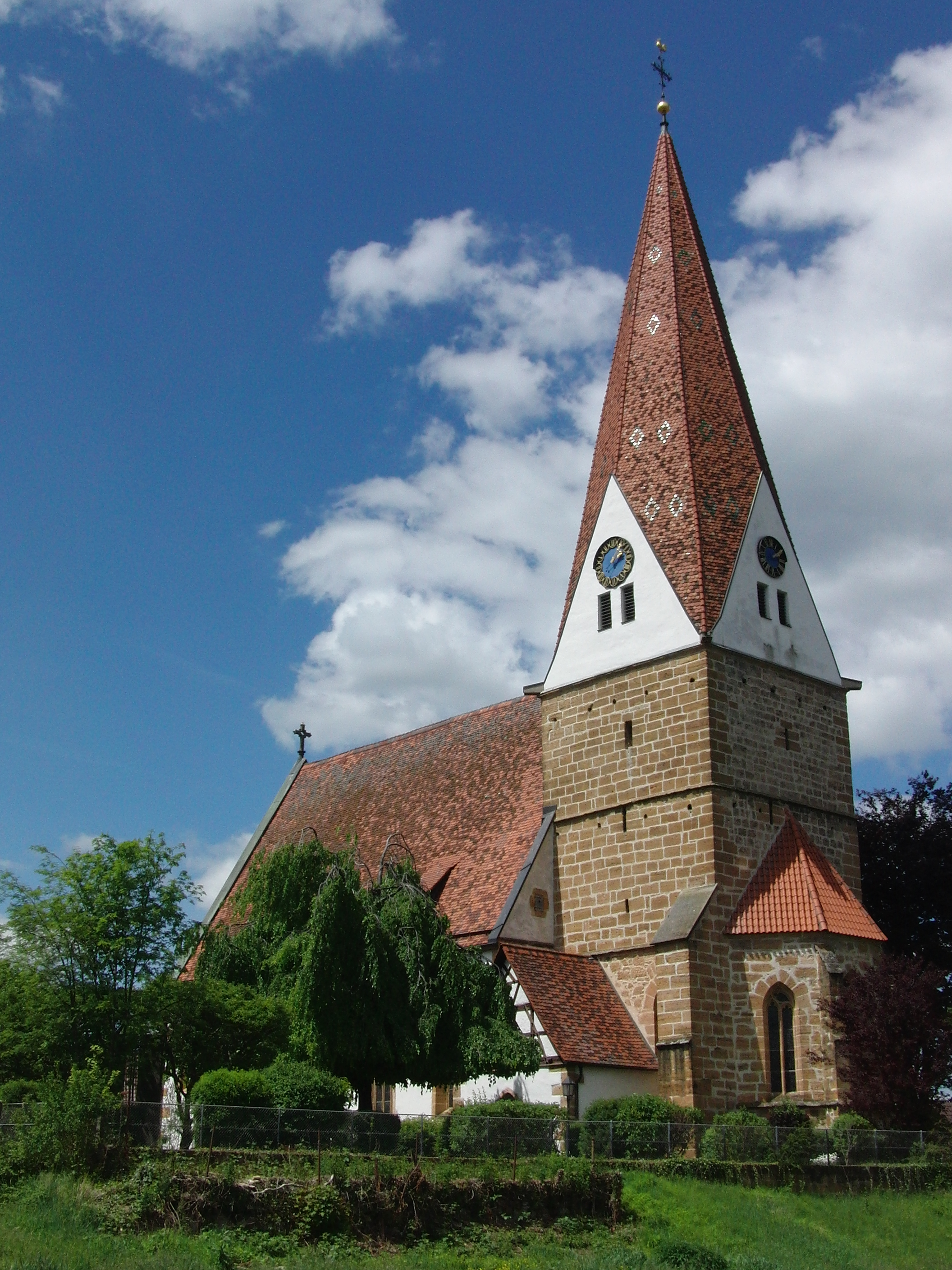
ヨハネス教会

### 建築

#### 福音主義ヨハネス教会
1463年建造の内陣と1512年建造の平天井の長堂を有する後期ゴシック建築である。
北玄関の上に984年2月1日の献堂の銘が刻まれている。これはドイツで最も古い日付の教会の銘文である。
1964年から66年の改修で、塗り込められていた内陣の壁画とアーチが発見された。オーバーフォークト（代官職にあたる）のアイテル・ジグムント・フォン・ベルクとその妻ウルズラ・フォン・シュペートによって寄進された1524年に制作されたこの最後の審判の記念碑的な絵画は、おそらくカトリック、ウルム派の芸術家マルティン・シャフナーによって描かれた。この絵画はプロテスタントへの改宗を戒める意図が込められている。たとえば、上流階級の者（貴族、司教）は祝福された者の側にだけ描かれており、呪われた者の中にはいない。

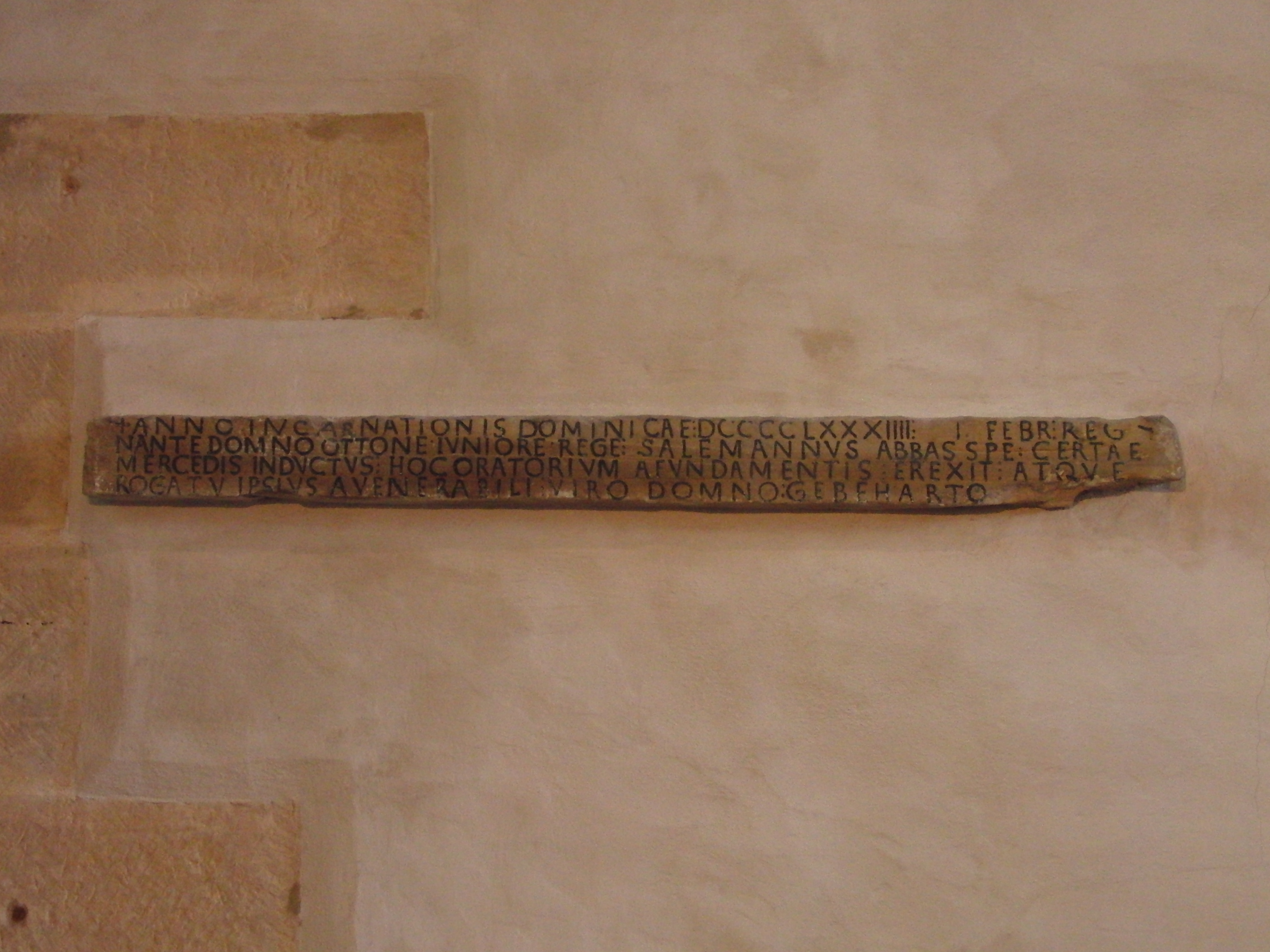
ヨハネス教会の献堂の銘文
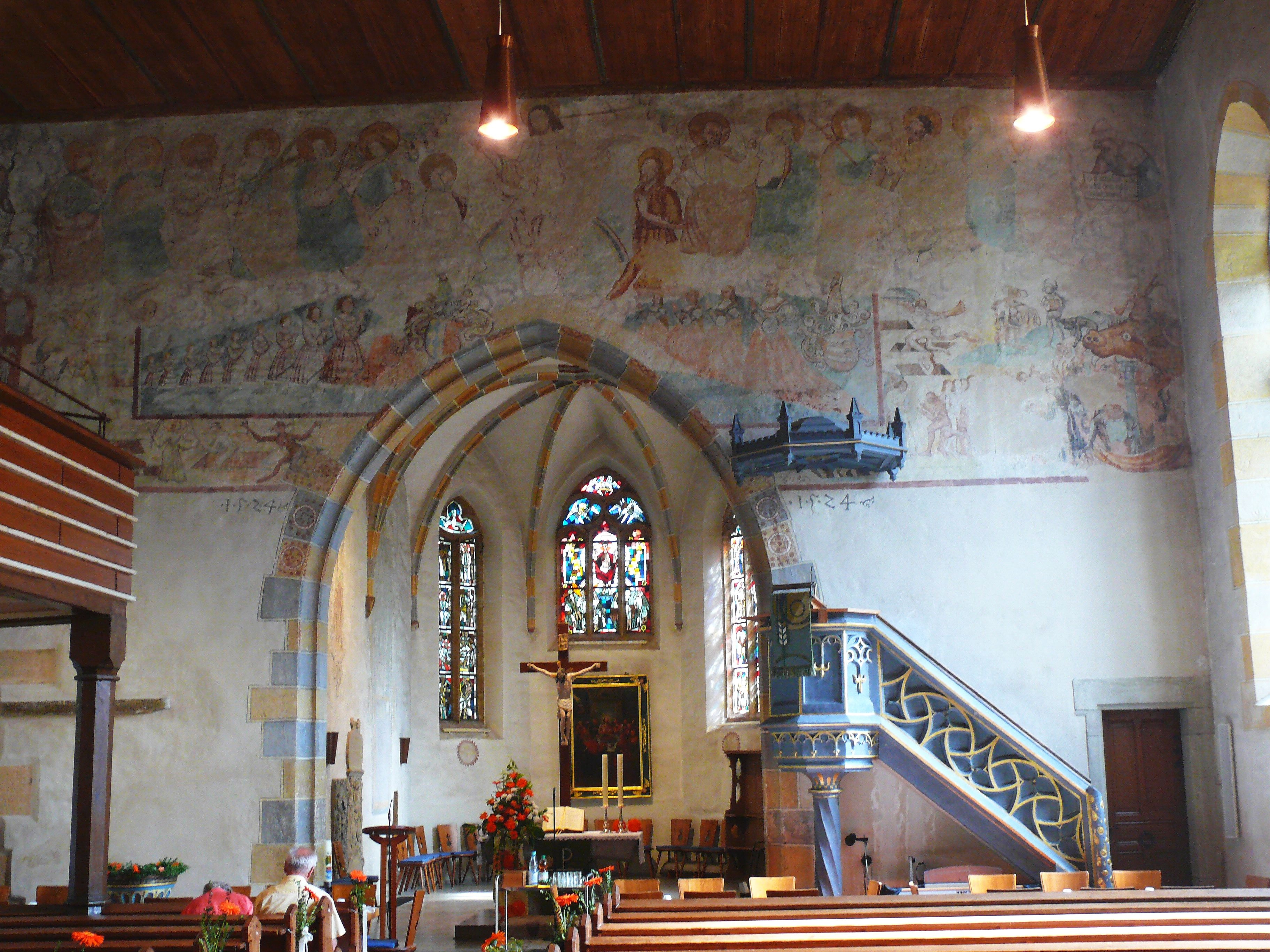
内陣の壁画とアーチ

#### 町役場
ギンゲンの中心に位置し、住民の集合場所となっている、図書館を併設した近代的な町役場には様々な芸術・文化作品が入れ替え展示されており、もう一つの見所となっている。

## 人物

### ゆかりの人物
- ユルゲン・クリンスマン（1964年 - ）サッカー選手、指導者。少年時代の1972年から1974年までこの町のクラブTBギンゲンでプレイした[13]。
- カール・アルゲーヴァー（ドイツ語版、英語版）（1957年 - ）サッカー選手。家族とともにギンゲンに住んでいる。

## 関連図書
- Christoph Friedrich von Stälin, ed (1842). “Gingen”. Beschreibung des Oberamts Geislingen. Die Württembergischen Oberamtsbeschreibungen 1824–1886. Band 17. Stuttgart / Tübingen: Cotta’sche Verlagsbuchhandlung. pp. 196–200